# Hofors
Hofors és un poble de la província de Gästrikland i del comtat de Gävleborg (Suècia). Situat en la costa oriental del país, té 7.400 habitants. Situat a 60° 33′ N 16° 17′ E / 60.55°N 16.283°E.
La capital de Gävle es troba a 50 km i la població de Falun a 30 km.
En 1925 al dividir-se Torsåker, aquesta zona passà a anomenar-se Hofors. El 1971 se reuniren els dos pobles per tornar a estar units per formar l'actual municipi.
L'escut d'armes es creà en 1968 i deriva d'un mapa de 1539, on per la zona tenia mines de ferro.
Hofors està agermanade a aquestes ciutats:
- Fladså (Dinamarca)
- Kontiolahti (Finlàndia)

Va ser una ciutat agermanada de Tokke (Noruega) però fa poc que deixaren de tenir aquesta unió.